# Frederick DuCane Godman
Frederick DuCane Godman (15 gennaio 1834 – Londra, 19 febbraio 1919) è stato un entomologo e ornitologo inglese.
Godman è noto soprattutto per essere stato il coautore, insieme ad Osbert Salvin, di Biologia Centrali-Americana (1879-1915), una grandiosa enciclopedia in 63 volumi sulla storia naturale del Centroamerica. Tra le altre sue opere ricordiamo The Natural History of the Azores (1870) e Monograph of the Petrels (1907-10).
Godman era il terzo dei figli di Joseph Godman, originario di Park Hatch, nel Surrey, e studiò all'Eton College e al Trinity College di Cambridge. A Cambridge conobbe Alfred Newton e Salvin. La consueta abitudine che avevano questi amici di incontrarsi e parlare delle ultime scoperte fatte in ornitologia portò ben presto, nel novembre 1857, alla fondazione dell'Unione degli Ornitologi Britannici (B.O.U.). Godman ne diventerà Segretario dal 1870 al 1882 e dal 1889 al 1897 e Presidente a partire dal 1896, succedendo a Lord Lilford. Socio della Whitbread & Co., Godman entrò in possesso di un'enorme somma di denaro che gli permise di viaggiare in tutto il mondo.